# طرديلن حلو الرائحة
طرديلن حلو الرائحة (الاسم العلمي:Tordylium suaveolens) هو نوع غير مؤكد من النباتات يتبع جنس الطرديلن من الفصيلة الخيمية.